# Sant Quintí d'en Bas
Sant Quintí és una església romànica del segle xiii amb modificacions al segle xviii que està situada al poble de Sant Esteve d'en Bas, que pertany al municipi de Vall d'en Bas (Garrotxa). És un monument protegit com a bé cultural d'interès local. L'aplec de Sant Quintí se celebra el quart diumenge de setembre, coincidint amb la Festa Major del poble de Sant Esteve d'en Bas. Els actes de l'aplec són els següents: xocolatada popular, ofici solemne, audició de sardanes, arrossada popular i la dansa del ball de l'esparver.

## Descripció
És un petit temple rural d'estil romànic del segle xiii, que es va ampliar a la primera meitat del segle xviii per la banda de ponent, cosa que va fer que es doblés la seva llargària. La part romànica és a llevant amb un cos d'edifici molt petit que té l'àbside carrada. Es creu que aquesta àbside hauria estat inicialment, a l'interior, semicircular. L'àbside té al mig una finestra de doble esqueixada amb arc de mig punt. A l'interior, un arc former de mig punt marca la separació entre la part romànica i l'ampliació. Al costat de migdia hi ha, en la part romànica, una altra finestra que dona llum al presbiteri. Pel que fa a l'ampliació del segle xviii, es tracta d'un cos més alt que la part romànica i que té a ponent la porta d'entrada amb dovelles que formen un arc de mig punt. Sobre aquesta porta hi ha una finestra quadrada destinada a facilitar els precs devocionals quan l'església està tancada. El campanar és d'espadanya d'un sol ull. S'hi venera una imatge, que és una talla de fusta de l'escultor Modest Fluvià, que es pot veure a través de la finestreta, ja que l'ermita roman tancada.

## Història
L'església surt esmentada en una butlla del papa Gregori V de l'any 998, on s'indica que passà a dependre de la canònica augustiniana de Sant Genís i Sant Miquel de Besalú (posterior Santa Maria de Besalú). L'església havia estat donada pel comte de Besalú Bernat Tallaferro (amb reatificació feta l'any 1000) a l'esmentada canònica. Durant els segles XVI, XVII i XVIII consta documentalment que la feligresia era formada tan sols pel Mercadal. L'any 1776 ja serà sufragània.
Fou església parroquial i consta que tenia cementiri i fonts baptismals. A finals del segle xvi presentava un estat de conservació força dolent i el 1633 el bisbe Gregori Parcero va manar que les reparés la teulada. El nomenament del rector el feia el prior de Santa Maria de Besalú, si bé en donava possessió el bisbe de Girona. Normalment, els rectors residien fora de la parròquia, la qual cosa també el donava el 1722 quan el bisbe Josep Taverner va manar que el rector passés a residir-hi. El 1766 el bisbe Tomàs de Lorenzana va suprimir la parròquia que prengué la condició de capella i quedà unida a la parròquia de Sant Esteve de Bas. L'estiu de 1980 es feren obres de restauració a l'església que van suposar eliminar la sagristia que havia estat ubicada en la part de la capçalera de l'edifici.